# Tabulam Rivulet
Tabulam Rivulet är ett vattendrag i Australien. Det ligger i delstaten New South Wales, i den sydöstra delen av landet, omkring 570 kilometer norr om delstatshuvudstaden Sydney.
I omgivningarna runt Tabulam Rivulet växer i huvudsak städsegrön lövskog. Runt Tabulam Rivulet är det mycket glesbefolkat, med 2 invånare per kvadratkilometer. Genomsnittlig årsnederbörd är 1 387 millimeter. Den regnigaste månaden är januari, med i genomsnitt 260 mm nederbörd, och den torraste är oktober, med 36 mm nederbörd.